# Шопен, Виктор Пантелеймонович
Виктор Пантелеймонович  Шопен (1938 — 2019) —  российский государственный деятель, директор АЭХК (1994—2008). Заслуженный технолог Российской Федерации (1995). Лауреат Премии Совета Министров СССР (1985) и Премии Правительства РФ в области науки и техники (2004).

## Биография
Родился 9 февраля 1938 года в  городе Днепродзержинске Украинской ССР. В период Великой Отечественной войны находился с семьёй на оккупированной территории.
С 1961 года после окончания физико-технического факультета МИФИ, направлен в город Ангарск в  Ангарский электролизный химический комбинат на должность инженера-технолога производства получения обогащённого урана. С 1965 года — начальник смены, с 1967 года — начальник производства, с 1969 года — главный диспетчер завода, с 1978 года начальник цеха. В 1985 году назначен заместителем главного инженера, с 1988 года — главным инженером завода. С 1990 по 1994 годы — главный инженер—первый заместитель АЭХК.
С 1994 по 2008 годы — директор (с 1996 — генеральный директор) Ангарского электролизного химического комбината.
С 2008 по 2013 годы — депутат  Ангарской городской думы и член Совета Почетных граждан. С 2013 по 2018 годы — депутат и член Комитета по бюджету, ценообразованию, финансово-экономическому и налоговому законодательству Законодательного Собрания Иркутской области второго созыва.
Умер 22 сентября 2019 года в Ангарске.

## Награды
- Орден За заслуги перед Отечеством  IV степени (2007 №57 — «за большой личный вклад в развитие атомной промышленности, трудовые успехи и многолетнюю добросовестную работу»)
- Орден Знак Почёта (1966)

### Премии
- Премия Правительства Российской Федерации в области науки и техники (2004)
- Премия Совета Министров СССР (1985 — «за работу в области совершенствования технологии производства радиоактивных веществ»)
- Почётная грамота правительства Российской Федерации (2008 — «за личный вклад в развитие атомной отрасли»)

### Звания
- Заслуженный технолог Российской Федерации (1995)
- Почётный гражданин Ангарска (2002 — «за достижение высоких успехов в производстве и вклад в обеспечение стабильной работы комбината»)